# Legok Kaler
Legok Kaler is een bestuurslaag in het regentschap Sumedang van de provincie West-Java, Indonesië. Legok Kaler telt 5141 inwoners (volkstelling 2010).